# Битва под Гозлицей
Битва под Гозлицей произошла 23 февраля (3 марта)[уточнить] 1280 года под Гозлицей, недалеко от Копшивницы, где польские рыцари под предводительством краковского кастеляна Варша, краковского воеводы Петра Богории и сандомирского воеводы Януша Старжа разбили войско галицко-волынского князя Льва.

## История
В 1279 году, после смерти князя Болеслава Стыдливого, районы Кракова и Сандомира стали владением князя Лешека Чёрного. Тогда галицкий князь Лев заключил союз с татарами, во главе которых тогда стоял Ногай. В 1280 году объединённое галицко-татарское войско двинулось на Люблинскую землю с целью её подчинения.
Войско, состоящее из 6000 воинов, поддерживаемое татарами и возглавляемое луцким князем Мстиславом Даниловичем и волынским князем Владимиром Васильковичем, пересекло границу около Холма. Началась осада Сандомира. Основные силы переправились через Вислу к югу от города и направились к цистерцианскому монастырю в Копшивнице. В это же время Владимир Василькович приказал своим воинам атаковать город Осек (русский летописец сообщает, что воины вернулись оттуда с богатой добычей и военнопленными).
В конечном итоге русские войска были разбиты под Гозлицей сандомирскими и краковскими рыцарями, которых было намного меньше, чем русских — около 600.
7 марта польские рыцари под предводительством Лешека Чёрного вернулись из преследования Льва Даниловича, которое продолжалось до Львова.

Войско Лешека Чёрного чудом победило русского князя Льва, который вторгся в Польское королевство с большим войском, и преследовало его аж до Львова, грабя Русь, и вернулись с большой добычей
— Ян Длугош, Анналы или хроники славного королевства Польша. Том II, кн. 5,6,7,8. Стр. 441
Оригинальный текст (пол.)Wojsko Leszka Czarnego w cudowny sposób zwycięża księcia Rusi Lwa, który z wielkimi siłami wtargnął do Królestwa Polskiego, ściga go aż do Lwowa, pustosząc Ruś i wraca do domu z ogromnymi łupami.

—Jan Długosz, Jana Długosza kanonika krakowskiego Dziejów polskich ksiąg dwanaście. T. 2, ks. 5, 6, 7, 8, s. 441